# Sebastian Svärd
Sebastian Steve Qvacoe Cann-Svärd, noto solo come Sebastian Svärd (Hvidovre, 15 gennaio 1983), è un calciatore danese di origine ghanese, centrocampista difensivo del Wycombe.

## Carriera

### Club
Nato a Hvidovre da madre svedese e padre ghanese, ha iniziato a giocare nel Kjøbenhavns Boldklub, squadra delle riserve dell'F.C. Copenhagen.
Nel novembre 2000 fu acquistato a parametro zero dall'Arsenal.
Con le giovanili dei Gunners vinse quello stesso anno l'FA Youth Cup, facendo poi il suo esordio in prima squadra nel quarto turno della League Cup 2001 entrando dalla panchina nella partita vinta 2-0 contro il Grimsby Town. Nei due anni successivi trovò ancora poco spazio in prima squadra, collezionando due presenze: una in League Cup e l'altra in FA Cup. Nonostante le poche partite giocate, nel novembre 2002 arrivò anche la chiamata in Under-21 a 19 anni.
Nell'agosto 2003 tornò al Copenaghen in prestito per poter giocare titolare; l'esperienza è di breve durata in quanto dopo quattro mesi fece rientro in Premier League con la maglia dello Stoke City. Nel 2004 è di nuovo all'Arsenal, con cui fa una breve presenza nel Community Shield vinto per 3-1 contro il Manchester Utd, prima di trasferirsi al Brøndby IF per il resto della stagione. Con il Brøndby giocò come mediano difensivo e terzino destro in una stagione che si concluse con la doppia vittoria in campionato e in Coppa di Danimarca.
Nel luglio 2005 lasciò l'Arsenal a parametro zero per trasferirsi in Portogallo al Vitória Guimarães. Con i portoghesi giocò una stagione prima di trasferirsi in Germania al Borussia Mönchengladbach, nuovamente a parametro zero.
A gennaio 2009 si trasferisce all'Hansa Rostock.
A gennaio 2010 si trasferisce nel club olandese del Roda JC.

### Nazionale
Collezionò oltre 50 presenze con le maglie delle Nazionali giovanili danesi (Under-16, Under-17 e Under-19).

## Palmarès

### Club

#### Competizioni nazionali
- Community Shield: 1

Arsenal: 2004
- Campionato tedesco di seconda divisione: 1

Borussia Mönchengladbach: 2007-2008

#### Competizioni giovanili
- FA Youth Cup: 1

Arsenal: 2000-2001